# Denis Diderot
Denis Diderot, francoski pisatelj in filozof, * 5. oktober 1713, Langres, Šampanja-Ardeni, Francija, † 31. julij 1784, Pariz.
Diderot je bil glavni urednik Enciklopedije (L'Encyclopédie) in eden vodilnih predstavnikov francoskega razsvetljenstva.

## Življenje
Rodil se je v  Langresu  kjer se je pri jezuitih tudi izobraževal. Njegova starša sta bila Didier Diderot (1685–1759), ki je bil izdelovalec jedilnega pribora, in njegova žena Angélique Vigneron (1677–1748). Samo trije izmed petih njunih otrok so dočakali odrasla leta, Denis Diderot, njegov najmlajši brat Pierre-Didier Diderot (1722–1787) in njegova sestra Angélique Diderot (1720–1749). 
Leta 1732 je postal magister filozofije, nato se je odločil, da se bo vpisal na pravno šolo v Parizu. Ta študij je bil kratkotrajen, saj se je že leta 1734 odločil, da bo postal pisatelj. Zaradi te odločitve se mu je oče odrekel in od takrat naprej je živel boemsko življenje. 
Leta 1742 se je spoprijateljil s Rousseaujem. Leta 1743 pa se je še bolj odtujili od očeta s poroko Antoinette Champion (1710-1796), saj je bila katoličanka. Zveza je bila neprimerna zaradi nizkega socialnega položaja Antoinette, saj je bila slabe izobrazbe in nizkega statusa. Bila je približno tri leta starejša od Diderota.  V zakonu se jima je oktobra 1743 rodila deklica. Ime ji je bilo Angélique, po Diderotovi mrtvi mami in sestri. 
Čeprav je bilo njegovo delo zelo raznoliko, mu ni prineslo bogastva. Ko je prišel čas, da podari svoji hčerki doto, ni videl drugega, kot da proda svojo knjižnico. Ko je za to slišala ruska carica Katarina Velika, je naročila svojemu veleposlaniku v Parizu naj kupi to knjižnico. Od Diderota pa je kasneje zahtevala naj ohrani knjige v Parizu, dokler jih ne bo potrebovala, ter ga zaposlila kot dvornega knjižničarja z letno plačo. Med oktobrom 1773 in marcem 1774, je bolni Diderot preživel nekaj mesecev na dvoru cesarice v Sankt Petersburgu. Umrl je v Parizu leta 1784 zaradi pljučne embolije. 

### Zgodnje obdobje
Njegova najzgodnejša dela so obsegala prevod prevod Zgodovine Grčije (1743) angleškega zgodovinarja Templa Stanyana; s sodelavcema  François-Vincent Toussaint in Marc-Antoine Eidous je pripravil tudi prevod Medicinskega slovarja angleškega zdravnika Roberta Jamesa (1746-1748).  
Leta 1746 je napisal svojo prvo avtorsko delo, Filozofske misli (Pensées philosophiques). V času, ko je Diderot napisal to knjigo, je bil deist, zato je v tej knjigi značilna apologija deizma, in nekateri argumenti proti ateizmu. Knjiga vsebuje tudi kritiko krščanstva. Leto kasneje je napisal delo Dvomljivčev sprehod (Promenade du sceptique), v katerem deist, ateist in panteist polemizirajo o naravi božanskosti. Deist se opira na teleološki argument o stvarjenju, ateist je prepričan, da je vesolje bolje pojasniti s fiziko, s kemijo, snovmi in gibanjem, panteist pa meni, da je je vse, kar obstaja, del božanstva. To delo je ostalo neobjavljeno do leta 1830. 

### Encyclopédie
Začetki urednikovanja Enciklopedije (Encyclopédie) so bili precej obrobni, najprej je šlo zgolj za prevod Chambersovega dela Cyclopaedia, ki je izšla leta 1728. Projekt je kmalu prerasel svoje prvotne skromne okvirje in Diderot je prevzel urednikovanje, kar je bilo za nadaljnje njegovo glavno opravilo in vir dohodkov. Pri ustvarjanju Enciklopedije znanosti, umetnosti in rokodelstva, ki je izšla v petintridesetih zvezkih, je sodelovalo več kot petdeset avtorjev, med drugimi še Voltaire, d'Alembert, Condillac, d'Holbach, Montesquieu in Rousseau.
Preseneča, da je bil na Diderotovo "brezbožno" Enciklopedijo naročen sicer globokoverni in pobožni, pa tudi široko razgledani in vsestransko izobraženi benediktinski profesor in duhovnik Barnaba Gregorio Chiaramonti, pozneje škof, kardinal in papež Pij VII. (1800-1823)

## Filozofija
V mladosti je bil Diderot prvotno privrženec Voltaira in njegovega deizma, ampak postopoma se je odmaknila od te linije misli do materializma in ateizma. Deizem je versko-racionalistični nazor, ki sprejema vero v boga le kot v neosebno stvariteljsko počelo. Deizem na prvo mesto postavlja boga razuma pred boga vere, zato zavrača razodetje in personalistično čaščenje, ki izhaja iz razodetja in ga ni mogoče pojasniti racionalno. Materíalizem označuje filozofski pogled na svet, po katerem ima materija glavni pomen, zavest in mišljenje pa sta drugotnega pomena. Nasprotje materializmu je idealizem. Ateízem označuje brezboštvo, filozofsko prepričanje, da bog ne obstaja ali da njegovega obstoja ni mogoče dokazati in je zato vera vanj nesmiselna, ali svetovni nazor oziroma drža, ki ne verjame v obstoj višjih bitij. 
Nemški filozof 19. stoletja Karl Rosenkranz ga je opisal tako: "Bil je filozof, pri katerem so bila vsa protislovja v času v boju s seboj". 
V svoji knjigi iz leta 1754 Sistemi narave (Système de la Nature) je Diderot razložil o svojih pogledih glede narave, razvoja, materializem, matematike in eksperimentalne znanosti. O naravi je zapisal, da sta telo in duša eno, narava skrbi le za vrste ne pa za posameznika, temu pa omogoča razmnoževanje in nato smrt. Narava je nevtralna in slepa; ona ne razlikuje med svetniki in grešniki, in uničuje tako bedake kot tudi filozofe. Kritičen je tudi do matematike, ki ne prinaša nobenega novega znanja in je neuporabna. Gre predvsem za neuporabne eksperimente in matematične predpostavke, ki so v nasprotju z zakoni narave.
Poleg urednikovanja, po katerem je bil najbolj znan za časa svojega življenja, je bil vsestranski pisec. Njegova dela so Filozofske misli (Pensées philosophiques, 1746), Pismo o slepcih (1749), Eseji o Senekovem življenju (1778), kritiko samostanskega življenja v noveli Redovnica (La religieuse, 1780), družbeno satiro Rameaujev nečak (Le neveu de Rameau, izšlo posmrtno 1821) in filozofski dialog D'Alembertove sanje (Le ręve d'Alembert, 1830), v katerem je zastavil svojo materialistično in ateistično misel.